# Oligonychus bicolor
Oligonychus bicolor är en spindeldjursart som först beskrevs av Banks 1894.  Oligonychus bicolor ingår i släktet Oligonychus och familjen Tetranychidae. Inga underarter finns listade i Catalogue of Life.